# Villaudric
Villaudric è un comune francese di 1 423 abitanti situato nel dipartimento dell'Alta Garonna nella regione dell'Occitania.

## Società

### Evoluzione demografica

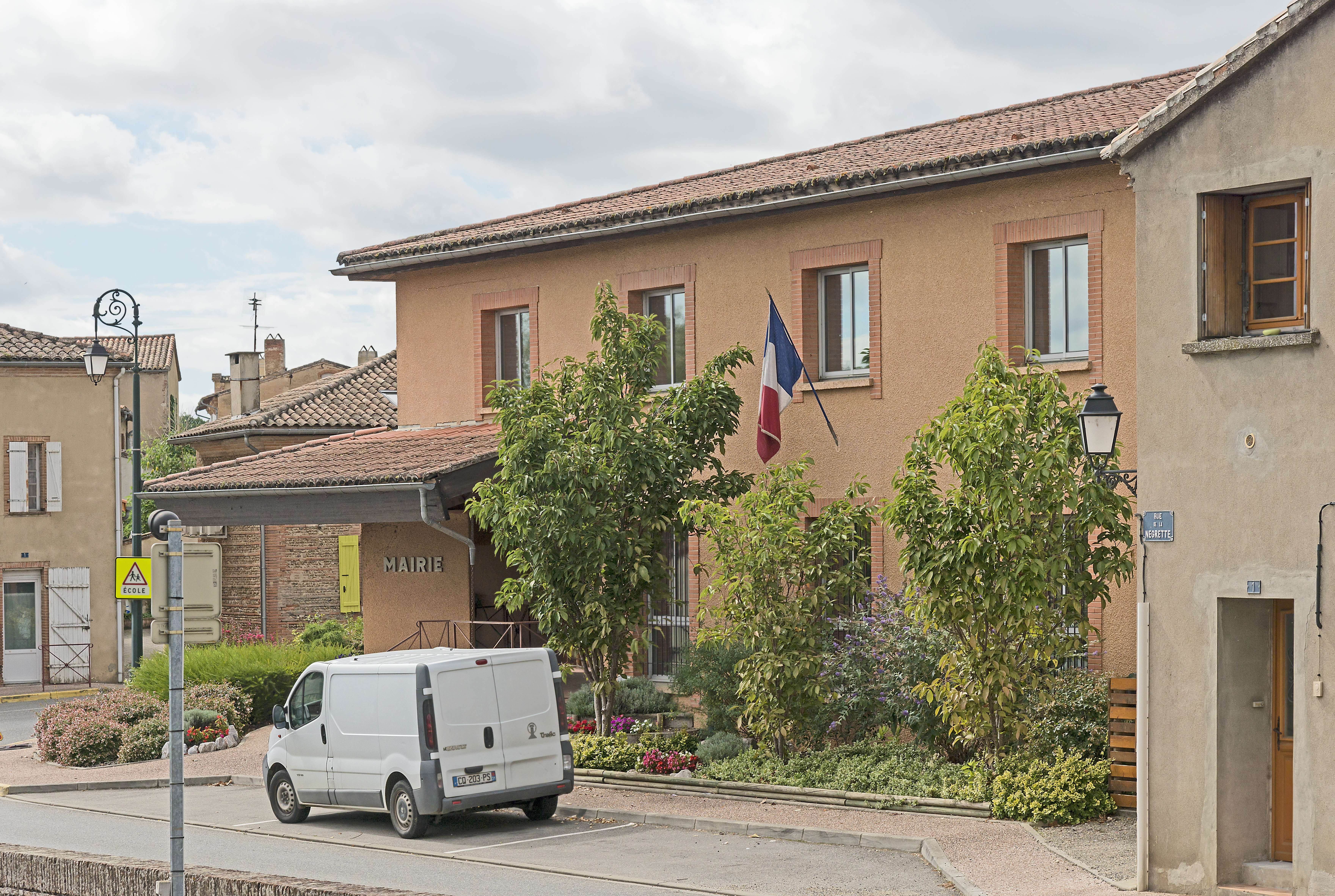
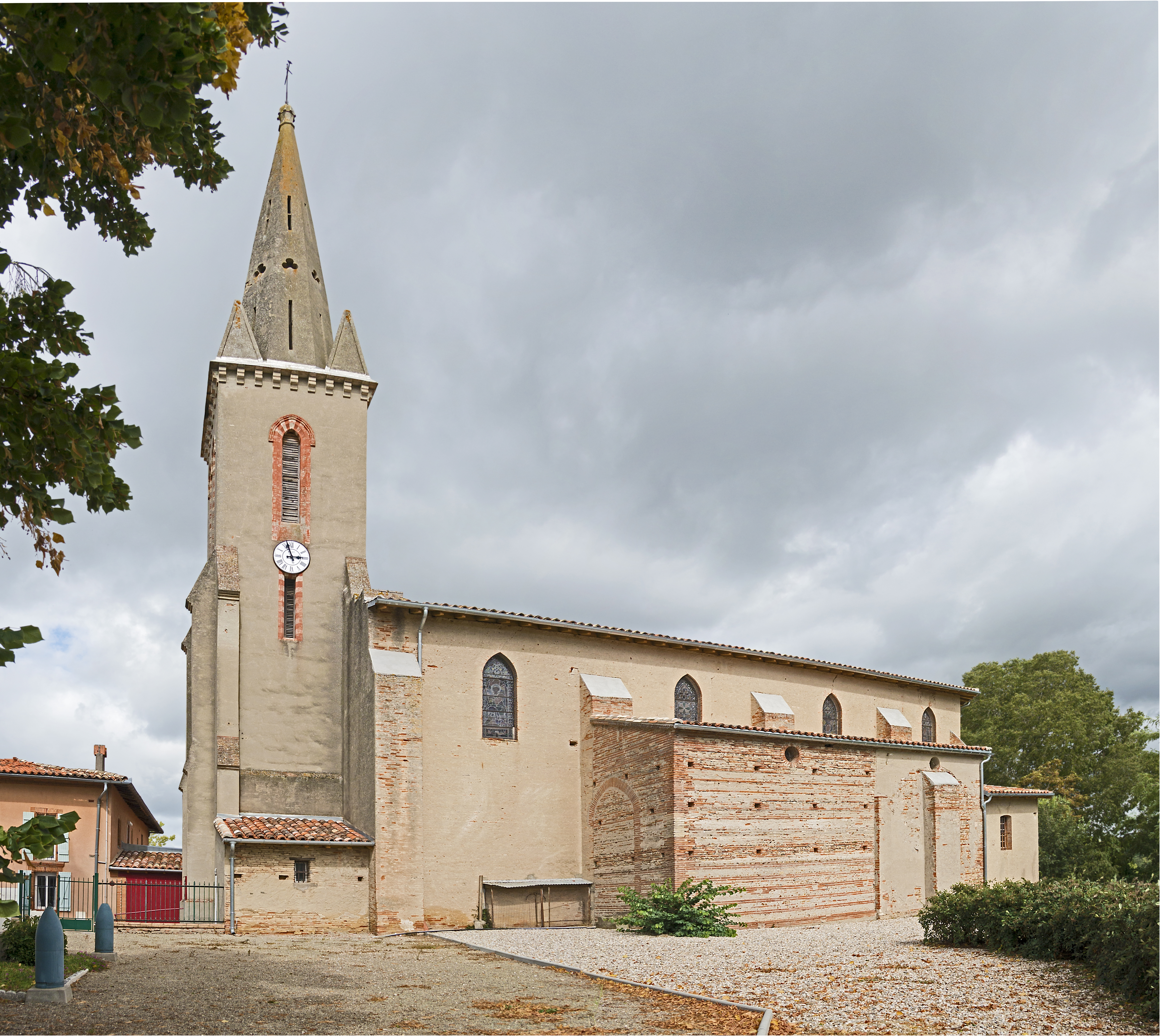

Abitanti censiti